# Supplex
Supplex je obchodní značka polyamidového vlákna firmy Invista.
Vlákno se podobá vzhledem a omakem přírodním materiálům, jeho pevnost a trvanlivost však odpovídá polyamidu.
Vyrábí se jako multifilament, např. v jemnosti dtex 100 f 132 (jednotlivé filamenty 0,75 dtex), také ve směsi s elastanem (např. 95 % supplex / 5 % lycra) nebo s vlnou a bavlnou.
Tkaniny ze supplexu se používají zejména na sportovní oděvy. Známé jsou také např. letní klobouky nebo lodní plachty ze supplexu.
Pleteniny se vyrábí často ze směsi supplexu a 5–10 % elastanu na oděvy k aktivnímu sportu. 